# Diocesi di Tindari
La diocesi di Tindari (in latino Dioecesis Tyndaritana) è una sede soppressa e sede titolare della Chiesa cattolica.

## Storia
Sono scarne le notizie circa la diocesi di Tindari, che è documentata con certezza dagli inizi del VI secolo a metà circa del VII secolo.
Sono quattro i vescovi attribuiti a questa antica sede siciliana: Severino, che prese parte a due sinodi romani all'epoca di papa Simmaco all'inizio del V secolo; Eutichio, che ricevette nel 593 una lettera da papa Gregorio Magno con la quale il pontefice si congratulava per la conversione al cristianesimo di molti pagani; Benenato, pure lui destinatario di una lettera di papa Gregorio (luglio 599) che lo autorizzava a consacrare un oratorio; infine Teodoro, che prese parte al concilio romano del 649.
Come attesta l'epistolario di Gregorio Magno, fino agli inizi del VII secolo la Sicilia non aveva sedi metropolitane e, benché sottomessa politicamente all'impero bizantino, dipendeva dal punto di vista ecclesiastico dal patriarcato di Roma: di fatto tutte le diocesi siciliane erano suffraganee della diocesi di Roma. Solo dalla prima metà dell'VIII secolo, in seguito alle controversie sull'iconoclastia, la Sicilia fu sottratta dall'imperatore Leone III Isaurico alla giurisdizione di Roma e sottomessa al patriarcato di Costantinopoli (circa 732); tra VIII e IX secolo fu istituita la sede metropolitana di Siracusa, cui furono assoggettate tutte le diocesi siciliane, compresa quella di Tindari, di cui però non sono più noti vescovi dopo il 649.
Nella Notitia Episcopatuum redatta all'epoca dell'imperatore Leone VI e databile all'inizio del X secolo, Tindari è ancora documentata tra le suffraganee di Siracusa. La situazione descritta da questa Notitia Episcopatuum è tuttavia puramente ideale; infatti nell'836 Tindari fu conquistata dagli Arabi e della sua diocesi non si hanno più notizie.
Quando la Sicilia fu assoggettata dai Normanni nell'XI secolo, la diocesi di Tindari non fu più ricostituita, ed il suo antico territorio entrò a far parte di quello della nuova diocesi di Patti.
Dal 1968 Tindari è annoverata tra le sedi vescovili titolari della Chiesa cattolica; la sede è vacante dal 18 giugno 2025.

## Cronotassi

### Vescovi
- Severino † (prima del 501 - dopo il 502)
- Eutichio † (menzionato nel 593)
- Benenato † (menzionato nel 599)
- Teodoro † (menzionato nel 649)

### Vescovi titolari
- Raymond Philip Etteldorf † (21 dicembre 1968 - 15 marzo 1986 deceduto)
- Paolo Giglio † (4 aprile 1986 - 6 marzo 2016 deceduto)
- Luiz Antônio Lopes Ricci (10 maggio 2017 - 6 maggio 2020 nominato vescovo di Nova Friburgo)
- Dorival Souza Barreto Júnior (4 novembre 2020 - 18 giugno 2025 nominato vescovo di Januária)